# Aqueducs romains de Poitiers

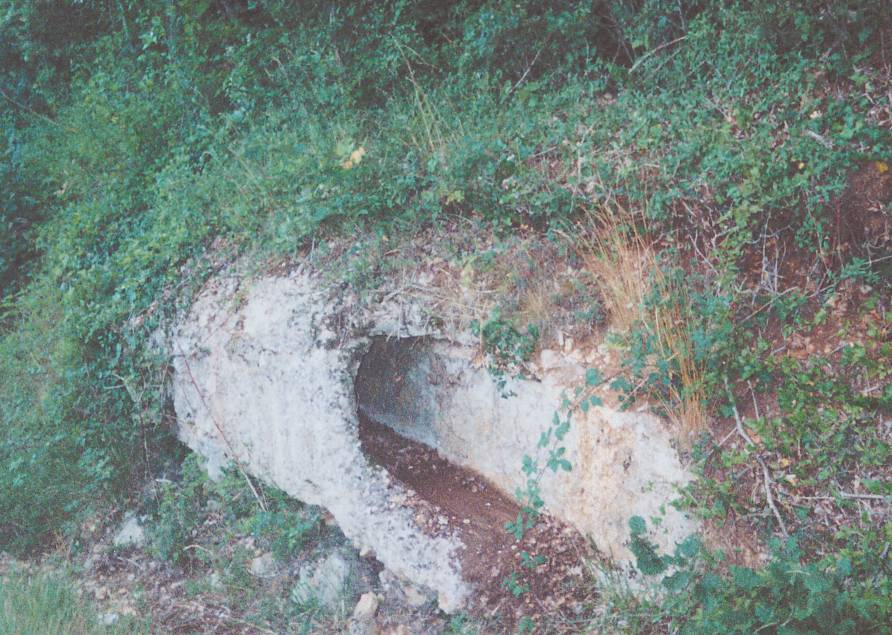
Partie souterraine de l’aqueduc, éventrée lors de la construction d’un pont sur la route Ligugé-Poitiers

Les aqueducs romains de Poitiers sont un ensemble de trois aqueducs desservant la ville antique de Poitiers, Lemonum. Ils conduisent l’eau des sources de Basse-Fontaine, de Cimeau et de Fleury.

## Aqueduc de Basse-Fontaine

### Construction
Il alimentait la ville antique en eau à partir du Ier siècle av. J.-C. Il en subsiste des parties aériennes, dite les arcs de Parigny, à Saint-Benoît, au lieu-dit l'Ermitage. De la construction il subsiste trois arcs ruinés, et plusieurs piles, aujourd'hui visibles dans le parc d'une maison de repos. Des fragments des parties souterraines ont été mis au jour à Fontaine-le-Comte et Ligugé.

### Iconographie
Ces arcs ont marqué l'imagination des voyageurs, puisqu'ils apparaissent dans les gravures et anciennes vues de Poitiers aux XVIe et XVIIe siècles. On les aperçoit notamment dans la vue du siège de Poitiers par Coligny en 1569 peinte par François Nautré en 1619, alors qu'ils sont à plusieurs kilomètres du plateau. Ils ont été gravés par Claude Chastillon, et ils sont aussi représentés dans les dessins de la collection François Roger de Gaignières (1699).
L'aqueduc a ensuite été représenté par les graveurs romantiques du XIXe siècle (Le Poitou Pittoresque, publié chez Alphonse Pichot en 1837), et photographié par Alfred Perlat vers 1860-1862 (Médiathèque François-Mitterrand, Poitiers).